# قمری آشتی‌جو
قمری آشتی‌جو یا قمری آرام (نام علمی: Geopelia placida) نام یک گونه از خانواده کبوتر است.